# Цера (Унешич)
Цера (хорв. Cera) — населений пункт у Хорватії, в Шибеницько-Книнській жупанії у складі громади Унешич.

## Населення
Населення за даними перепису 2011 року становило 53 осіб.
Динаміка чисельності населення поселення: